# جيرجيلي كيسجيورجي
جيرجيلي كيسجيورجي (بالمجرية: Kisgyörgy Gergely)‏ مواليد 8 مارس 1976، هو لاعب كرة مضرب مجري سابق وكان يلعب باليد اليمنى. أعلى تصنيف له في الفردي كان المركز الـ 301 في سنة 2000. أعلى تصنيف له في الزوجي كان المركز الـ 109 في سنة 2004.

## النهائيات

### الزوجي
| الرقم | السنة | الدورة                  | الأرضية | الشريك           | المنافس في النهائي            | النتيجة في النهائي |
| ----- | ----- | ----------------------- | ------- | ---------------- | ----------------------------- | ------------------ |
| 1.    | 1999  | سكوبيه، جمهورية مقدونيا | ترابية  | ستيفن راندجلوفيك | فيديريكو براون لولوفرو زوفكو  | 6–1, 5–7, 7–6(8–6) |
| 2.    | 2003  | بودابست، المجر          | ترابية  | كورنيل باردوكزكي | توماس بليك (تنس) جيسون مارشال | 7–6(7–4), 6–0      |